# Braintree
Braintree es una ciudad del distrito de Braintree, en el condado de Essex (Inglaterra). Según el censo de 2011, Braintree tenía 41.634 habitantes, distrito de Braintree tenía 147.084 habitantes. Está listado en el Domesday Book como Branchetreu.